# Letiště Kunovice
Letiště Kunovice (ICAO: LKKU, IATA: UHE) je neveřejné mezinárodní letiště v okrese Uherské Hradiště ve Zlínském kraji. Leží 4,5 km jižně od centra Uherského Hradiště, u města Kunovice, přičemž jeho dráhový systém zasahuje také do katastrálního území obce Ostrožská Nová Ves. Má jednu betonovou a dvě travnaté vzletové a přistávací dráhy. Vlastníkem a provozovatelem letiště je společnost Aircraft Industries.
Slouží jako domovské letiště leteckých výrobců Aircraft Industries, Czech Sport Aircraft a Evektor-Aerotechnik, kteří sídlí v jeho okolí. Ti zde provádí zálety a zkušební lety svých letadel, například řady L-410. Přistávají zde také menší business jety soukromých vlastníků, například z řady Cessna Citation. V blízkosti areálu letiště se také nachází letecké opravny a areál Slováckého aeroklubu Kunovice, který v něm provozuje Letecké muzeum v Kunovicích a který na letišti rovněž působí.

## Historie
Původní travnaté kunovické letiště bylo vybudováno společně se zdejším leteckým závodem společnosti Avia, otevřeno bylo v roce 1937. Nacházelo se jihozápadně od závodu Avie, v prostoru mezi nynějším leteckým muzeem a dráhovým systémem nynějšího letiště.
V souvislosti se vznikem nového výrobního závodu podniku Let (nyní Aicraft Industries) v letech 1950–1954 bylo postaveno nové tovární letiště rovněž s travnatou dráhou, v místech nynějšího dráhového systému. Nezpevněná dráha nového letiště byla kvůli začátku výroby proudových letounů nahrazena v letech 1963–1964 zpevněnou dráhou a následně bylo v roce 1964 zrušeno i staré letiště.
Letiště Kunovice není obsluhováno žádnými pravidelnými lety. Za komunistického režimu sem létala pravidelná linka z Prahy obsluhovaná Československými aeroliniemi a například letounem Jakovlev Jak-40. V letech 2004 a 2005 provozovala společnost Discovery Link lety z Kunovic do Prahy a dále do belgických Antverp a dalších destinací. Provozovala je celkem třemi letouny BAe 146, které byly pronajaty od německé společnosti WDL.
V roce 2005 zde přistál Boeing 737-400 společnosti Travel Service, roku 2006 Boeing 737-800 téhož dopravce. Přistál zde také Fokker 100.[zdroj⁠?!] Největším letounem, který na kunovické letiště zavítal, byl Iljušin Il-76, který sem několikrát přiletěl v roce 2008 z Kazachstánu pro zásilku radarů od místní společnosti Ramet.

## Popis
Letiště je vybaveno pro lety VFR (podle vidu) i IFR (podle přístrojů). Má tři paralelní vzletové a přistávací dráhy, střední betonovou o rozměrech 2000×30 m a dvě krajní travnaté o rozměrech 1315×40 m.